# Guillermo Mordillo
Guillermo Mordillo   (Buenos Aires, 4 d'agost de 1932 - Palmanova, 29 de juny de 2019), de nom artístic Mordillo, fou un creador argentí conegut mundialment pels seus dibuixos animats i tires còmiques.
Va néixer a l'Argentina fill d'un extremeny i una asturiana, les seves obres es van publicar àmpliament en la dècada del 1970. Els seus llibres recopilatoris van ser traduïts a nombrosos idiomes i editats en països com Itàlia, Portugal, Espanya, Alemanya, França, Bèlgica, Xina i els Estats Units, entre d'altres.. Fill de extremeny i d'asturiana emigrats, va fer il·lustracions d'humor caracteritzades per l'ús abundant del color i l'absència de text, centrat en el tema de l'esport (especialment el futbol i el golf), el romanticisme i els animals.
De 1976 a 1981, els dibuixos de Mordillo van ser utilitzats per artista eslovè Miki Muster per crear Mordillo, una sèrie de 400 animacions curtes que foren presentades a Canes i comprades per estudis televisius de 30 països.
Als darrers anys de la seva carrera es va dedicar gairebé exclusivament a l'humor gràfic i a les il·lustracions infantils.
El 2019, amb 86 anys, va morir a Mallorca, on tenia una casa en què solia passar llargues temporades. Estava casat amb Amparo Camarasa i havia tingut dos fills, anomenats Sebastién i Cécile.

## Premis
- 1969 Medalla de Plata a la V Internacional Biennale de dissenys humorístics de Tolentino
- 1971 Premi Loisirs Jeunes, Paris
- 1971 Premi Critici En Herba, Bologna, pel llibre dels nens Barco Pirata
- 1972 Medalla de Plata del primer Festival Internacional de Dissenys Humorístics de Sarajevo
- 1973 Phénix de l'Humor, Paris
- 1974 Premi de l'Associació de Dissenyadors Argentins
- 1976 Premi El Gaucho, Köln
- 1976 Premi Nakamori, Tòquio, pel llibre de nens Crazy Cowboy
- 1977 Millor Dibuixant de l'any al Saló Internacional de l'Humor de Montreal
- 1977 Palme d'Or al 31è Festival Internacional de l'Humor de Bordighera
- 1983 Palme d'Or al 36è Festival Internacional de l'Humor de Bordighera
- 1985 Premi Andersen a Sestri Levante
- 1995 Medalla d'Or 18è Fira Internacional d'Humor de Tolentino